# Щучинский офиолитовый комплекс
Щучинский офиолитовый комплекс расположен в Северном Казахстане (район городов Кокчетав и Щучинск).
К нему относятся широко развитые вдоль восточной окраины Кокчетавского массива (к северу, востоку и югу от г. Щучинска) мелкие тела серпентинитов, перидотитов, пироксенитов и габбро, как обнажающиеся на поверхности, так и погребенные под покровом рыхлых отложений. С ними часто ассоциируют также метабазальты, для которых характерна подушечная отдельность.
Тектонические чешуи габбро и серпентинитов подчиняются складчатым структурам нижнего палеозоя и системе разломов, разбивающих окраину Кокчетавского массива. Щучинские офиолиты образуют дугообразно изогнутый пояс, который начинается на севере, в районе озёр Малого и Большого Чебачьего, группой широтно расположенных массивов, протягивается оттуда сначала к юго-востоку через поселки Жанаталап и Маданиет, затем к югу до озера Жукей и, отклоняясь к юго-западу, прослеживается в район озера Урымкай и далее на юг. Общая протяженность Щучинского комплекса превышает 100 км. В северной части пояса массивы ультраосновных и основных пород, располагаясь в виде сравнительно узкой (до 5 км) линейной зоны, образуют выпуклую к востоку дугу, согласную с дугообразной структурой нижнепалеозойских складок, окружающей выступ Кокчетавского массива. Южнее параллели 53° эта линейная зона массивов в соответствии с поведением контролирующих их разломов испытывает значительную виргацию, и пояс расширяется на юге до 30 км, что в целом создает довольно типичную структуру «конского хвоста».
Район распространения Щучинского офиолитового пояса в геолого-структурном отношении представляет собой зону сочленения Кокчетавского метаморфического комплекса с каледонскими складчатыми сооружениями Степнякской зоны.
В составе Щучинского офиолитового комплекса выделяются 22 группы массивов ультраосновных и основных пород, объединяющих около 115 мелких тел, суммарная площадь которых составляет всего 49,5 км².
Возраст Щучинского офиолитового комплекса по геологическим данным раннеордовикский.